# Férfi kajak egyes 200 méter a 2012. évi nyári olimpiai játékokon
A 2012. évi nyári olimpiai játékokon a kajak-kenu férfi kajak egyes 200 méteres versenyszámát augusztus 10-én és 11-én rendezték Eton Dorney-ben. A versenyt a brit Ed McKeever nyerte meg. A Magyarországot képviselő Dudás Miklós a hatodik helyen végzett.
Ez a versenyszám először szerepelt az olimpiai játékokon.

## Versenynaptár
Az időpontok helyi idő szerint, zárójelben magyar idő szerint olvashatóak.
| Dátum                        | Időpont       | Forduló  |
| ---------------------------- | ------------- | -------- |
| 2012. augusztus 10., péntek  | 9:30 (10:30)  | Előfutam |
| 2012. augusztus 10., péntek  | 10:35 (11:35) | Elődöntő |
| 2012. augusztus 11., szombat | 9:30 (10:30)  | Döntő    |

## Eredmények
Az időeredmények másodpercben értendők. A rövidítések jelentése a következő:
- Q: továbbjutás helyezés alapján
- q: továbbjutás időeredmény alapján

### Előfutamok
Az előfutamokból az első öt helyezett, valamint a legjobb időt elérő hatodik helyezett jutott az elődöntőbe.
| Helyezés | Név                | Nemzet                 | Idő      | Mj       |
| 1. futam | 1. futam           | 1. futam               | 1. futam | 1. futam |
| -------- | ------------------ | ---------------------- | -------- | -------- |
| 1.       | Mark de Jonge      | Kanada (CAN)           | 35,396   | Q        |
| 2.       | Piotr Siemionowski | Lengyelország (POL)    | 35,990   | Q        |
| 3.       | Macusita Momotaró  | Japán (JPN)            | 36,096   | Q        |
| 4.       | Egidijus Balčiūnas | Litvánia (LTU)         | 36,173   | Q        |
| 5.       | César de Cesare    | Ecuador (ECU)          | 36,181   | Q        |
| 6.       | Murray Stewart     | Ausztrália (AUS)       | 37,202   |          |
| 7.       | Mohamed Mrabet     | Tunézia (TUN)          | 38,291   |          |
| 2. futam |                    |                        |          |          |
| 1.       | Ed McKeever        | Nagy-Britannia (GBR)   | 35,087   | Q        |
| 2.       | Marko Novaković    | Szerbia (SRB)          | 35,212   | Q        |
| 3.       | Dudás Miklós       | Magyarország (HUN)     | 35,323   | Q        |
| 4.       | Jevgenyij Szalahov | Oroszország (RUS)      | 35,652   | Q        |
| 5.       | Maxime Richard     | Belgium (BEL)          | 36,125   | Q        |
| 6.       | Tim Hornsby        | Egyesült Államok (USA) | 36,560   | q        |
| 7.       | Mostafa Mansour    | Egyiptom (EGY)         | 40,507   |          |
| 3. futam |                    |                        |          |          |
| 1.       | Saúl Craviotto     | Spanyolország (ESP)    | 35,552   | Q        |
| 2.       | Maxime Beaumont    | Franciaország (FRA)    | 35,571   | Q        |
| 3.       | Kasper Bleibach    | Dánia (DEN)            | 36,610   | Q        |
| 4.       | Ronald Rauhe       | Németország (GER)      | 36,817   | Q        |
| 5.       | Zhou Yubo          | Kína (CHN)             | 38,316   | Q        |
| 6.       | Joshua Utanga      | Cook-szigetek (COK)    | 38,966   |          |

### Elődöntők
Az elődöntőkből futamonként az első négy helyezett jutott az A-döntőbe. A többiek a B-döntőbe kerültek.
| Helyezés | Név                | Nemzet                 | Idő      | Mj       |
| 1. futam | 1. futam           | 1. futam               | 1. futam | 1. futam |
| -------- | ------------------ | ---------------------- | -------- | -------- |
| 1.       | Mark de Jonge      | Kanada (CAN)           | 35,595   | Q        |
| 2.       | Saúl Craviotto     | Spanyolország (ESP)    | 35,597   | Q        |
| 3.       | Marko Novaković    | Szerbia (SRB)          | 36,293   | Q        |
| 4.       | Jevgenyij Szalahov | Oroszország (RUS)      | 36,312   | Q        |
| 5.       | Kasper Bleibach    | Dánia (DEN)            | 36,667   |          |
| 6.       | César de Cesare    | Ecuador (ECU)          | 36,975   |          |
| 7.       | Macusita Momotaró  | Japán (JPN)            | 37,201   |          |
| 8.       | Zhou Yubo          | Kína (CHN)             | 39,042   |          |
| 2. futam |                    |                        |          |          |
| 1.       | Ed McKeever        | Nagy-Britannia (GBR)   | 35,619   | Q        |
| 2.       | Maxime Beaumont    | Franciaország (FRA)    | 35,814   | Q        |
| 3.       | Dudás Miklós       | Magyarország (HUN)     | 35,993   | Q        |
| 4.       | Ronald Rauhe       | Németország (GER)      | 36,183   | Q        |
| 5.       | Egidijus Balčiūnas | Litvánia (LTU)         | 36,495   |          |
| 6.       | Piotr Siemionowski | Lengyelország (POL)    | 36,507   |          |
| 7.       | Maxime Richard     | Belgium (BEL)          | 37,029   |          |
| 8.       | Tim Hornsby        | Egyesült Államok (USA) | 37,660   |          |

### Döntők

#### B-döntő
| Helyezés | Név                 | Nemzet                 | Idő    |
| -------- | ------------------- | ---------------------- | ------ |
| 1.       | Kasper Bleibach     | Dánia (DEN)            | 37,802 |
| 2.       | Egidijus Balčiūnas  | Litvánia (LTU)         | 37,995 |
| 3.       | Momotaro Matsushita | Japán (JPN)            | 38,040 |
| 4.       | César de Cesare     | Ecuador (ECU)          | 38,075 |
| 5.       | Maxime Richard      | Belgium (BEL)          | 38,435 |
| 6.       | Piotr Siemionowski  | Lengyelország (POL)    | 38,585 |
| 7.       | Tim Hornsby         | Egyesült Államok (USA) | 39,370 |
| 8.       | Zhou Yubo           | Kína (CHN)             | 40,157 |

#### A-döntő
| Helyezés | Név                | Nemzet               | Idő    |
| -------- | ------------------ | -------------------- | ------ |
| Arany    | Ed McKeever        | Nagy-Britannia (GBR) | 36,246 |
| Ezüst    | Saúl Craviotto     | Spanyolország (ESP)  | 36,540 |
| Bronz    | Mark de Jonge      | Kanada (CAN)         | 36,657 |
| 4.       | Maxime Beaumont    | Franciaország (FRA)  | 36,688 |
| 5.       | Jevgenyij Szalahov | Oroszország (RUS)    | 36,825 |
| 6.       | Dudás Miklós       | Magyarország (HUN)   | 36,830 |
| 7.       | Marko Novaković    | Szerbia (SRB)        | 37,094 |
| 8.       | Ronald Rauhe       | Németország (GER)    | 37,553 |